# Gandhinagar, Indi
Gandhinagar là một làng thuộc tehsil Indi, huyện Bijapur, bang Karnataka, Ấn Độ.